# Milan Žurman (nogometaš)
Milan Žurman, slovenski nogometaš, * 6. april 1961, † 11. april 2024.
Žurman je nekdanji profesionalni nogometaš, ki je igral na položaju napadalca. V svoji karieri je igral za slovenska kluba Maribor in Rudar Velenje ter avstrijske SVA Kindberg, Flavia Solva, SV Wildon, SV Wildon, SV Straß in Heiligenkreuz. Skupno je v prvi slovenski ligi odigral 77 tekem in dosegel 19 golov. Po koncu kariere je deloval kot trener pri avstrijskih klubih Rapid Kapfenberg in Kapfenberger SV.